# Супсех
Супсех (рус. Супсех) насељено је место руралног типа на југозападу европског дела Руске Федерације. Налази се у западном делу Краснодарске покрајине и административно припада њеном Анапском градском округу.
Према подацима националне статистичке службе РФ за 2010, село је имало 6.669 становника.

## Географија
Село Супсех се налази у западном делу Краснодарске покрајине на свега око 2 километра југоисточно од града Анапе, односно на неких 130 км југозападно од града Краснодара, административног центра Покрајине. Село се налази у подгорини Великог Кавказа, на надморској висини од 101 метра
Од црноморске обале је одвојено уском и стрмом литицом.

## Демографија
Према подацима са пописа становништва 2010. у селу је живело 6.669 становника.
| 2002. | 2010. |
| ----- | ----- |
| 6.335 | 6.669 |